# Dumitrița Turner
Dumitrița Turner, házassága után Beck (Gheorghe Gheorghiu-Dej, 1964. február 12. –) kétszeres világbajnok, olimpiai ezüstérmes román szertornász, edző, nemzetközi sportbíró, könyvelő.

## Életpályája
Az ónfalvai iskolai sportklubban kezdett tornázni, Florica és Florin Dobre irányításával. Tizenhárom évesen Dévára a sportlíceumba, illetve a román válogatottba kerülve Károlyi Márta és Béla, Octavian Bellu és Atanasia Albu edzették.

### Országos eredmények
1981-ben egyéni összetettben Lavinia Agachevel megosztva, valamint felemás korláton volt országos bajnok.

### Nemzetközi eredmények
Románia kétoldalú találkozói közül 1978-ban az Olaszország-Románián, 1979-ben és 1980-ban a Nagy-Britannia-Románián ért el mindháromszor negyedik helyezést.
Románia Nemzetközi Bajnokságán 1978-ban talajon szerzett bajnoki címet.
Az 1980-as Amerika Kupán negyedik helyezett volt.
Pályafutása során kétszer vett részt világbajnokságon, először 1979-ben Fort Worth-ban, ahol a csapattal (Nadia Comăneci, Éberle Emília, Melita Rühn, Rodica Dunca, Marilena Vlădărău) megszerezte a román válogatott első világbajnoki címét, és ugyancsak bajnoki címet szerzett ugrásban. Másodszor 1981-ben Moszkvában, ahol a csapattal (Mihaela Stănuleț, Rodica Dunca, Éberle Emília, Lavinia Agache, Cristina Grigoraș) negyedik helyezést ért el.
Az 1980. évi nyári olimpiai játékokon Moszkvában ezüstérmet szerzett a csapattal (Nadia Comăneci, Éberle Emília, Rodica Dunca, Cristina Grigoraș, Melita Rühn).

### Visszavonulása után
Tizennyolc évnyi aktivitást követően vonult vissza a versenyzésből. Edzőként tevékenykedett az Onești-i Sportlíceumban, majd 1994-től Guatemalában, legutóbb pedig Ausztráliában. Időközben nemzetközi sportbíró is volt.
Guatemalában ismerkedett meg ausztrál férjével, 1997-ben Ausztráliába is költöztek, ahol előbb Port Macquarie-ben, majd Currans Hillben laktak. Miután itt edzőként nem sikerült elhelyezkednie, könyvelőnek tanult és jelenleg (2017) Dana’s Taxation Services néven saját adótanácsadó céget vezet.

## Díjak, kitüntetések
1981-ben Kiváló Sportolói címmel tüntették ki.
A Román Torna Szövetség 1977-ben és 1978-ban is beválasztotta az év tíz legjobb női sportolója közé.
1982-ben a Sportolói Érdemrend I. osztályával tüntették ki.
2000-ben a Hűséges Szolgálat Nemzeti Kereszt III. osztályával tüntették ki.